# Nemzeti Bajnokság I 2007-08
La Nemzeti Bajnokság I 2007-08 fue la 106.ª temporada de la Primera División de Hungría. El nombre oficial de la liga fue Soproni Liga por razones de patrocinio. La temporada se inició el 20 de julio de 2007 y finalizó el 2 de junio de 2008. El campeón fue el club MTK Budapest, que consiguió su 23° título de liga.
Los dieciséis clubes en competencia disputan dos ruedas con un total de 30 partidos disputados por club. Al final de la temporada, los dos últimos clasificados descienden y son sustituidos por los campeones de los dos grupos de la NB2, la segunda división de Hungría.

## Equipos
El Pécsi Mecsek FC y el Dunakanyar-Vác, ambos descendidos el pasado año, fueron sustituidos para esta temporada por los campeones de la NB2, el Nyíregyháza Spartacus del grupo "Este" y el BFC Siófok, ganador del grupo "Oeste".
| Club                  | Ciudad         | Estadio                  | Capacidad |
| --------------------- | -------------- | ------------------------ | --------- |
| Budapest Honvéd FC    | Budapest       | Bozsik Stadion           | 10.000    |
| Debreceni VSC         | Debrecen       | Stadion Sóstói           | 9.640     |
| Diósgyőri VTK         | Miskolc        | DVTK Stadion             | 11.200    |
| FC Fehérvár           | Székesfehérvár | Stadion Sóstói           | 15.000    |
| Győri ETO FC          | Győr           | ETO Park                 | 20.000    |
| Kaposvári Rákóczi FC  | Kaposvár       | Stadion Rákoczi          | 7.000     |
| MTK Budapest          | Budapest       | Estadio Nándor Hidegkuti | 12.700    |
| Nyíregyháza Spartacus | Nyíregyháza    | Városi Stadion           | 13.500    |
| Paksi SE              | Paks           | Stadion PSE              | 4.950     |
| Rákospalotai EAC      | Budapest       | Stadion Budai II. Laszló | 7.500     |
| BFC Siófok            | Siófok         | Révesz Géza Stadion      | 12.000    |
| FC Sopron             | Sopron         | Stadion Városi           | 5.300     |
| FC Tatabánya          | Tatabánya      | Stadion Gyula Grosics    | 15.500    |
| Újpest FC             | Budapest       | Estadio Ferenc Szusza    | 13.500    |
| Vasas SC              | Budapest       | Stadion Rudolf Illovszky | 18.000    |
| Zalaegerszegi TE      | Zalaegerszeg   | ZTE Arena                | 14.400    |

## Tabla de posiciones
| Pos | Equipo                | PJ | PG | PE | PP | GF | GC | DG  | PTS |
| --- | --------------------- | -- | -- | -- | -- | -- | -- | --- | --- |
| 1   | MTK Budapest FC       | 30 | 20 | 6  | 4  | 67 | 23 | +44 | 66  |
| 2   | Debreceni VSC         | 30 | 19 | 7  | 4  | 67 | 29 | +38 | 64  |
| 3   | Győri ETO             | 30 | 16 | 10 | 4  | 64 | 35 | +29 | 58  |
| 4   | Újpest FC             | 30 | 16 | 7  | 7  | 58 | 40 | +18 | 55  |
| 5   | FC Fehérvár           | 30 | 17 | 3  | 10 | 48 | 32 | +16 | 54  |
| 6   | Kaposvári Rákóczi FC  | 30 | 14 | 9  | 7  | 48 | 38 | +10 | 51  |
| 7   | Zalaegerszegi TE      | 30 | 13 | 7  | 10 | 55 | 39 | +16 | 46  |
| 8   | Budapest Honvéd       | 30 | 12 | 7  | 11 | 45 | 36 | +9  | 43  |
| 9   | Vasas SC              | 30 | 12 | 5  | 13 | 41 | 45 | -4  | 41  |
| 10  | Nyíregyháza Spartacus | 30 | 11 | 7  | 12 | 34 | 37 | -3  | 40  |
| 11  | Paksi FC              | 30 | 9  | 10 | 11 | 51 | 51 | 0   | 37  |
| 12  | Rákospalotai EAC      | 30 | 7  | 9  | 14 | 42 | 60 | -18 | 30  |
| 13  | Diósgyőri VTK         | 30 | 5  | 13 | 12 | 43 | 63 | -20 | 28  |
| 14  | BFC Siófok            | 30 | 6  | 9  | 15 | 33 | 46 | -13 | 27  |
| 15  | FC Sopron*            | 30 | 2  | 5  | 22 | 10 | 73 | -63 | 11  |
| 16  | FC Tatabánya          | 30 | 2  | 4  | 24 | 34 | 93 | -59 | 10  |

* FC Sopron no pudo terminar la temporada 2007/08 debido a la quiebra. Todos los partidos restantes se cuentan como ganado por sus oponentes.
|  | Segunda ronda previa de la Liga de Campeones de la UEFA 2008-09 |
|  | Primera ronda previa de la Copa de la UEFA 2008-09              |
|  | Primera ronda de la Copa Intertoto de la UEFA 2008              |
|  | Descenso a la Nemzeti Bajnokság II                              |

## Máximos goleadores
| Jugador        | Club             | Goles |
| -------------- | ---------------- | ----- |
| Róbert Waltner | Zalaegerszegi TE | 18    |
| Gábor Urbán    | MTK Budapest     | 17    |
| Lóránt Oláh    | Kaposvár         | 16    |
| Tibor Tisza    | Újpest FC        | 15    |
| Attila Tököli  | Paksi SE         | 15    |
| Attila Simon   | Diósgyőri VTK    | 14    |